# شون شيرك
شون كيث شيرك (بالإنجليزية: Sean Keith Sherk؛ مواليد 5 أغسطس 1973) هو مقاتل فنون القتال المختلطة أمريكي.

## وصلات خارجية
- شون شيرك على موقع يو إف سي (الإنجليزية)
- شون شيرك على موقع شيردوغ (الإنجليزية)
- شون شيرك على موقع Tapology.com (الإنجليزية)
- شون شيرك على موقع IMDb (الإنجليزية)
- شون شيرك على موقع قاعدة بيانات الفيلم (الإنجليزية)